# 僕らはみんな生きている
『僕らはみんな生きている』（ぼくらはみんないきている）は、一色伸幸原作のメディアミックス作品。

## 漫画

### 概要
原作者の一色伸幸が、構想中の映画シナリオから、山本直樹氏に作画を依頼、1992年より漫画雑誌『ビッグコミックスピリッツ』（小学館）に連載された。ブロガーのじゃまおくんによると、本作の魅力はマタ・ハリも驚きのセーナによるスパイっぷりに尽き、成人向け漫画を手掛ける山本氏による妖艶な作画も、ビジネス漫画との取り合わせは意外とバッチリハマっていると評した。

### あらすじ
軍事クーデターで政権が何度も入れ替わるアジアの架空の発展途上国タルキスタンに、日本から1人の建設会社サラリーマンが橋の建設プロジェクトで長期海外出張に赴く。そこにはライバル社も参加しており、発注を受けるために様々な手を尽くそうとする、仕事第一民族の日本人を自虐的に描いている。

### コミックス
小学館ビッグスピリッツコミックスより
- 1巻 ISBN 4-09-183101-X
- 2巻 ISBN 4-09-183102-8
- 3巻 ISBN 4-09-183103-6
- 4巻 ISBN 4-09-183104-4

ビッグコミックススペシャルより
- 上巻 ISBN 4-09-185773-6
- 下巻 ISBN 4-09-185774-4

## 映画
1993年、監督は滝田洋二郎、一色自身のオリジナル脚本で映画化された。松竹の製作、配給。
主題歌『手のひらを太陽に』（作詞やなせたかし、作曲いずみたく）の歌い出しが、作品タイトルになっている。
タルキスタン国のシーンはタイで撮影され、タイの俳優がタルキスタン人を演じている。劇中タルキスタン語として話されている台詞もタイ語である。

### あらすじ
商社マンで技術者の高橋は橋建設プロジェクト売り込みのため東南アジアのタルキスタンに出張する。自社の駐在員中井戸やライバル社の富田らと共に軍事政権の最高指導者カッツ大佐の主催するパーティーに出席している最中、軍事クーデターが発生する。激しい市街戦が行われる首都に取り残された高橋ら4人は、ジャングルを抜けて空港に向かおうとするが、途中中井戸がゲリラ軍に捕らわれてしまう。

### キャスト
- 高橋啓一（真田広之）：三星建設技師
- 富田賢造（岸部一徳）：IBC支店長
- 升本達也（嶋田久作）：IBC社員
- 井関修次郎（ベンガル）：蝦の仲買業者
- 中井戸浩（山﨑努）：三星建設支店長
- 倉岡美由紀（早見優）：三星建設社員、高橋の恋人
- 雀崎（螢雪次朗）：現地下請
- 昭子（田根楽子）：雀崎の妻
- セーナ（Kovit Wattanakun）：三星建設運転手。ソルボンヌ大学卒の元御曹司。
- カッツ大佐（Toon Hirunyasup）：タルキスタン軍大佐

### スタッフ
- 監督：滝田洋二郎
- 原作・脚本：一色伸幸
- 音楽：清水靖晃
- 音楽プロデューサー：佐々木麻美子
- 主題歌：ヘレン・メリル「手のひらを太陽に」（訳詞：アルフレッド・バーンバウム 編曲：清水靖晃）
- 撮影：浜田毅
- 美術：山口修
- 録音：林大輔
- 照明：高屋斉
- 編集：冨田功
- 助監督：井原真治、徳市敏之、鬼頭理三
- 音響効果：東洋音響カモメ（伊藤進一、北田雅也）
- タイトル：マリンポスト
- 現像：IMAGICA
- スタジオ：にっかつ撮影所
- プロデューサー：丸山富之、油谷昇、深澤宏、榎望
- 製作者：小林壽夫
- 製作協力：メリエス

### 漫画との相違点
- 漫画ではタルキスタン従業員のセーナは女性だが映画では男性。
- 漫画では中井戸による高橋の帰国の妨害工作が繰り広げられる。
- ラスト部分も簡略化されている映画に対して、漫画では更に一捻りした展開が待っている。